# Colombier de la Ribière
La colombier de la Ribière est un colombier situé à Flavignac, en France.

## Description
Le colombier est un édifice en forme de tour, couvert en lauzes sans charpente, ce qui est assez rare dans la région. La toiture repose directement sur la voûte en briques. Au sommet, un lanternon protège la fuie.

## Localisation
Le colombier est situé dans le département français de la Haute-Vienne, sur la commune de Flavignac, au lieu-dit de la Ribière.

## Historique
Le colombier date probablement des XVe et XVIe siècles. Il accompagne à l'origine le château de la Ribière, détruit dans la deuxième moitié du XVIIIe siècle.
L'édifice est inscrit au titre des monuments historiques le 18 mars 2004.